# Fabriciana obscura
Fabriciana obscura är en fjärilsart som beskrevs av Arnold Spuler 1901. Fabriciana obscura ingår i släktet Fabriciana och familjen praktfjärilar. Inga underarter finns listade i Catalogue of Life.